# Ен (приток на Оаз)
 Тази статия е за реката във Франция.  За департамента вижте Ен (О дьо Франс).  
Ен (на френски: Aisne) е река в Северна Франция (департаменти Мьоз, Марн, Ен и Оаз), ляв приток на Оаз (десен приток на Сена). Дължина 356 km, площ на водосборния басейн 7939 km².

## Географска характеристика
Река Ен води началото си на 267 m н.в., от южните части на възвишението Аргон, в западната част на департамента Мьоз. В горното си течение тече на север, а след това до устието си на запад в широка и плитка долина, с бавно и спокойно течение през северната част на хълмистата равнина Парижки басейн. Влива се отляво в река Оаз (десен приток на Сена), на 31 m н.в., при град Компиен (департамента Оаз).
Водосборният басейн на Ен обхваща площ от 7939 km², което представлява 47,63% от водосборния басейн на Оаз. Речната ѝ мрежа е двустранно развита. На север водосборният басейн на Ен граничи с водосборния басейн на река Сер (ляв приток на Оаз), на североизток и изток – с водосборния басейн на река Маас (Мьоз, от басейна на Северно море), а на юг – с водосборния басейн на река Марна (десен приток на сена).
Основни притоци:
- леви – Сюип (101 km, 837 km²), Вел (140 km, 1480 km²);
- десни – Ер (126 km, 1050 km²), Во (38 km, 316 km²).[2]

Река Ен има предимно дъждовно подхранване с ясно изразено зимно пълноводие и слабо изразено лятно маловодие. Среден годишен отток в устието 60 m³/sec

## Стопанско значение, селища
Ен има важно транспортно значение за Франция. По своето корито е плавателна чрез шлюзове за плиткогазещи речни съдове на 116 km от устието си. От нея са изградени плавателни канали, които я свързват с реките: Маас (Мьоз) – чрез „Арденския канал“; Марна – чрез канала „Ен – Марна“ и Оаз – чрез канала „Оаз – Ен“.
Долината на реката е гъсто заселена, като най-големите селища са: Сен Мену (департамент Марн); Вузие и Ретел (департамент Анден); Соасон и Вик (департамент Ен); Компиен (департамента Оаз).